# Djouba
Djouba (en anglais : Juba) est la capitale du Soudan du Sud, ainsi que celle de l'Équatoria-Central et du comté de Djouba. Elle est située sur la rive gauche du Nil Blanc à environ 110 km au nord de la frontière avec l'Ouganda.

## Histoire
L'arrivée des Européens dans la région remonte à la fin du XIXe siècle, lorsqu'un poste de commerce, accompagné d'une mission des missionnaires comboniens italiens s'installèrent dans les environs de Gondokoro à dix kilomètres en aval de Djouba.  Cet avant-poste qui se trouvait au sud de la garnison turque, n'était soutenu que par une poignée de soldats, essentiellement en raison du paludisme et la fièvre bilieuse qui sévissait alors dans la région. D'abord sous administration britannique à partir de 1870 au sein d'Équatoria, et ce jusqu'au départ d'Emin Pacha, la localité et ses environs passent sous l'administration de Léopold II de Belgique en 1894, en tant que partie de l'enclave de Lado. En 1910, l'enclave devient partie du territoire du Soudan anglo-égyptien. Le village de Djouba, qui existe déjà, paraît tenir son nom d'un ancien chef local, Jubek.
En 1922, un petit nombre de commerçants grecs arrivèrent dans la région de Djouba et s'établirent sur la rive ouest du Nil Blanc. Ces derniers qui avaient d'excellentes relations avec la tribu indigène de Djouba (les Baris), construisirent ce qu'on appelle aujourd'hui le « quartier des affaires ». Les bâtiments qui abritent aujourd'hui la Buffalo Commercial Bank, la Nile Commercial Bank, le Paradise Hotel, la résidence du consul de Norvège notamment, ont été à l'origine construits par ces commerçants et étaient les seules structures permanentes se trouvant à Djouba jusqu'au début des années 1940[réf. souhaitée].
En 1947, elle fut la ville hôte de la Conférence de Djouba, durant laquelle les Soudanais du nord et du sud, décidèrent de conserver un État unique. 
En réalité, durant ces tractations, les Britanniques espéraient détacher le Soudan du Sud pour le réunir à l'Ouganda, ce qui se révèlera un échec. En 1955, une mutinerie de soldats sudistes éclata dans la région à Torit : ce fut l'élément déclencheur de la première Guerre civile soudanaise qui ne prit fin qu'en 1972. L'indépendance du pays est proclamée en 1956. Pendant la seconde guerre civile (1983-2005), Djouba a été un lieu stratégique qui a fait l'objet de durs combats entre islamistes du Nord et animistes ou chrétiens du Sud. Cette guerre est une des plus meurtrières que le monde ait connu.
En 2005, la ville devient le siège provisoire et la capitale du gouvernement autonome du Soudan du Sud (GOSS), bien que la capitale provisoire proposée avant la signature de l'Accord de paix global (CPA) fût fixée à Rumbek. Avec l'avènement de la paix, les Nations unies ont renforcé leur présence à Djouba, alors  que les opérations humanitaires étaient gérées jusqu'ici à partir du Kenya. Sous la houlette du Bureau de la coordination des affaires humanitaires (OCHA), l'ONU y établit un camp qui lui servit de base tant pour elle, que pour les organisations non-gouvernementales.
Il est prévu que la capitale du pays déménage dans une ville nouvelle, Ramciel, plus au nord, mais ce projet extrêmement coûteux n'est pas réalisé à cause de la guerre civile qui fait rage.

## Démographie
| Année              | Population |
| ------------------ | ---------- |
| 1973 (Recensement) | 56 737     |
| 1983 (Recensement) | 83 787     |
| 1993 (Recensement) | 114 980    |
| 2005 (Estimation)  | 163 442    |
| 2008 (Estimation)  | 250 000    |
| 2012 (Estimation)  | 350 000    |

## Transports

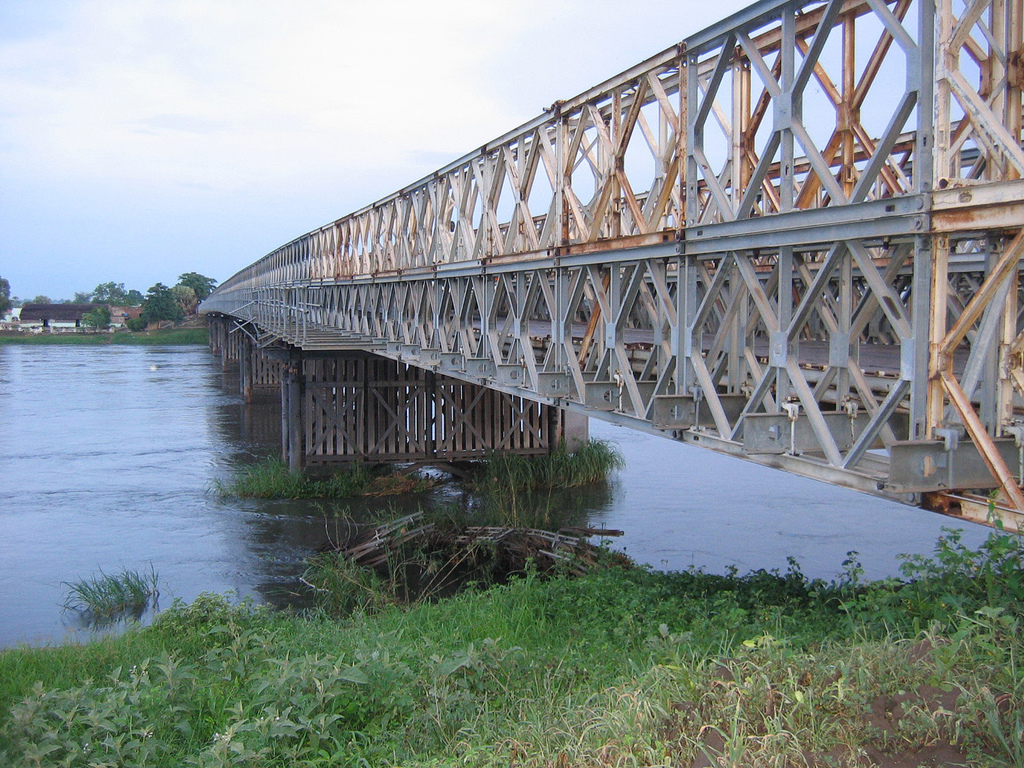
Le pont de Djouba est le seul ouvrage d'art routier de la capitale qui permette le franchissement du Nil blanc.

### Routes
Djouba était avant la guerre civile, une importante plaque tournante du transport routier vers le Kenya, l'Ouganda et la République démocratique du Congo. Depuis le retour de la paix, celles-ci, rarement asphaltées, sont peu à peu déminées et reconstruites, mais la saison des pluies ralentit les travaux de manière significative. Seul un pont routier permet le franchissement du Nil blanc. 

### Aéroport
La ville est reliée par le transport aérien avec l'aéroport international de Djouba, situé au nord de la ville qui, depuis 2009, est ouvert au trafic international, notamment avec des vols quotidiens vers Khartoum, Nairobi et Entebbe.

### Port fluvial
Elle possède également un port fluvial qui, du fait de la guerre, est actuellement hors d'usage.

## Enseignement supérieur
L'université de Djouba a été fondée en 1975. 
Elle accueille depuis 2008, la faculté de lettres et sciences sociales de l'université catholique du Soudan du Sud.

## Lieux de culte
Parmi les lieux de culte, il y a principalement des églises et des temples chrétiens : Archidiocèse de Djouba (Église catholique), Province of the Episcopal Church of South Sudan (Communion anglicane), Baptist Convention of South Sudan (Alliance baptiste mondiale), Presbyterian Church in Sudan (Communion mondiale d'Églises réformées).  Il y a aussi des mosquées.

## Personnélités liées à cette localité
- Shanelle Nyasiase, née en 1997, est une femme mannequin sud-soudanaise, d'origine éthiopienne, y a vécu pendant plusieurs années.